# 程廷珙
程廷珙（1443年—？），字獻之，江西饒州府浮梁縣人，民籍，明朝政治人物。進士出身。

## 生平
早年出身縣學增廣生，后中成化十年（1474年）甲午科江西鄉試第七十一名舉人。成化十一年（1475年）乙未科會試第一百七十六名，殿試登進士第二甲第十六名。歷官福建布政司左参议，升廣西左參政。

## 家族
曾祖父程子政。祖父程存禮。父亲程仕傑。